# Сибиряков (остров)
Остров Сибиряко̀в (остров Кузкин) (на руски: Сибирякова остров; Кузькин остров) е остров в южната част на Карско море, на входа на Енисейския залив, в крайната северозападна част на Красноярски край на Русия. Широкият 39 km проток Овцин го отделя от остров Еленов и северната част на Гиданския полуостров. Площ около 800 km2. Максимална височина 33 m. От октомври до юли е обкръжен от ледове.
На 16 август 1737 г. руският полярен изследовател лейтенант Дмитрий Овцин открива протока Овцин между него и континента и по този начин доказва островното му положение. Повече от 150 години островът носи названието Кузкин. През 1878 г. известният шведски полярен изследовател Нилс Адолф Ерик Норденшелд по време на плаването си с кораба „Вега“ по Северния морски път го преименува в чест на спонсора на експедицията руския предприемач Александър Михайлович Сибиряков (1849 – 1893), като това название се утвърждава на географските карти.

## Топографски карти
- Топографска карта S-44-ХХV,ХХVІ, М 1:200 000[2]